# 道観
道観（どうかん、拼音: dàoguàn ダオグアン）とは、道教教団において、出家した道士が集住し、その教義を実践し、なおかつ祭醮を執行する施設である。道教寺院。道教宮観の略。宮観（きゅうかん、拼音: gōngguàn ゴォングアン）とも呼ばれる。

## 名称
道観の「道」は道教のという意味であるが、「観」は中国語でguānと読む「みる」の意味ではなく、「館」（guǎn）の言い換えで作られた語で、guànという特殊な読みをする。
道観も、仏教の場合の仏寺と同様に、その別称が多い。道館・治館・玄壇・観舎・道院・叢林・精舎・道場・靖治・治・廬など、或いは、観・庵・廟・宮・殿・閣・堂・洞・祠・院などの名称も用いられる。それぞれ規模、機能、歴史的な用法などの違いがあるが、現在では区別が曖昧となっている。

## 歴史
天師道の置いた「24治」が、その起源とされる。但し、伝承上では、関令尹喜の楼閣や、漢の武帝の益延寿観などを、その起源とすることもある。
南北朝時代の南朝では、「館」字を用いるのが一般的であった。崇虚館・簡寂館・興世館・華陽館などが、その例である。一方、北朝では、北周にも玄都館などが存在したことが知られるが、武帝が道教を廃させ、「館」を「観」と呼びかえ、研究機関としての通道観を設置した。
唐代になると、「治」は高宗の諱であるので、「化」と言い換えられた。
唐代から宋代には、「観」字を用いるのが一般的になった。唐代の龍興観や開元観が、それである。大規模な道観は「宮」と称するようになった。太清宮・玉清照応宮などである。
金代に、河北地方で新道教が興起し、元代に淘汰された結果、旧道教である天師道系統の正一教と、新道教の主流となった全真教とが、道教の二大教派として定着し、明清代に至った。
全国の道観は、この二教のもとに編成された。正一教の総本山は、竜虎山（江西省貴渓市）であり、全真教の本部は、北京の白雲観である。また、天下の全真教の道観は、十方叢林と小道院とに二分される。十方叢林とは、大道観であり、道士の出家資格を付与し得る道観を、こう言う。全国に20ヵ所存在する。対して、小道院とは、一般の道観のことである。

## 著名な道観・祀廟
中国大陸
古来より漢民族が多く居住していた地域に多く見られる。このため東北・西北・西南地方ではあまり見られない。
- 白雲観（北京）
- 東岳廟（北京）
- 岱廟（山東省泰山）‐東岳大帝（太山府君）を祀っている。
- 蓬萊閣（山東省蓬莱）
- 純陽宮（山西省太原）
- 清虚観（山西省平遥）
- 関帝廟（運城市）（山西省運城）
- 永楽宮（山西省運城市芮城県）
- 延慶観（河南省開封）
- 岳飛廟（朱仙鎮）（河南省開封市祥符区朱仙鎮）
- 関林廟（河南省洛陽）‐関羽の首塚がある。
- 中岳廟（河南省嵩山）
- 西岳廟（陝西省華陰）
- 金台観（陝西省宝鶏）
- 炎帝祠（陝西省宝鶏）‐炎帝を祀っている。
- 北禅寺（西寧市）（青海省西寧）‐元々仏教寺院であったため「寺」と名乗っている。
- 玉泉観（甘粛省天水）
- 伏羲廟（天水市）（甘粛省天水）‐伏羲を祀っている。
- 上海城隍廟（上海）
- 白雲観（上海市）（上海）
- 玄妙観（江蘇省蘇州）‐三清殿が有名。江南第一の道観と呼ばれる。
- 岳王廟（浙江省杭州）
- 青羊宮（四川省成都）
- 成都武侯祠（四川省成都）
- 武夷宮（福建省武夷山市）
- 湄洲島媽祖廟（福建省莆田）
- 五仙観（広東省広州）
- 三元宮（広東省広州）
- 真慶観（雲南省昆明）

香港
- 文武廟（上環）
- 天后宮（浅水湾）‐媽祖廟。
- 天后宮（油麻地）‐媽祖廟。
- 黄大仙
- 青松仙観
- 車公廟

マカオ
- 媽閣廟‐媽祖廟。マカオの名前の元となったとされる。
- 哪吒廟‐哪吒を祀っている。
マカオに哪吒廟は2か所ある。
- 関帝古廟
- 譚公廟‐譚公を祀っている。
- 女媧廟‐女媧を祀っている。
- 蓮峰廟
- 蓮渓廟
- 北帝廟

台湾
- 行天宮（台北）
- 松山慈祐宮（台北）
- 保安宮（台北）
- 福佑宮（淡水）
- 城隍廟（新竹）
- 慶安宮（基隆）
- 文武廟（日月潭）（日月潭）
- 朝天宮（雲林）‐媽祖廟。
- 奉天宮（嘉義）‐媽祖廟。
- 慈恵堂（花蓮）
- 勝安宮（花蓮）
- 忠烈祠（花蓮）
- 三清宮（宜蘭県冬山郷）-台湾の道教総廟。
- 昭應宮（宜蘭）‐媽祖廟。
- 五穀廟（宜蘭）
- 三鳳宮（高雄）‐哪吒を祀っている。
- 大天后宮（台南）‐媽祖廟。
- 天壇（台南）（台南）
- 延平郡王祠（台南）
- 台湾府城隍廟（台南）
- 臨水婦人媽廟（台南）
- 五妃廟（台南）

日本
- 聖天宮（埼玉県坂戸市）‐日本国内最大級の道教寺院。

複数存在するもの
- 関帝廟‐関羽を祀っている。武廟とも呼ばれる。中国各地に多数。中国国外の中華街にも建てられている。
- 城隍廟‐城隍神を祀っている。中国各地に多数。
- 媽祖廟‐媽祖を祀っている。福建省や広東省、台湾、香港などに多数あり、天后宮とも呼ばれる。